# Neotheronia amphimelaena
Neotheronia amphimelaena är en stekelart som beskrevs av Krieger 1905. Neotheronia amphimelaena ingår i släktet Neotheronia och familjen brokparasitsteklar. Inga underarter finns listade i Catalogue of Life.